# Cultura Gumelnița de pe Valea Mostiștei
Cultura Gumelnița de pe valea Mostiștei este numele dat de arheologi Culturii Gumelnița din a doua jumătate a mileniului V î.e.n., a cărei arie de răspândire se află în România, pe valea râului Mostiștea.

## Istoricul cercetărilor

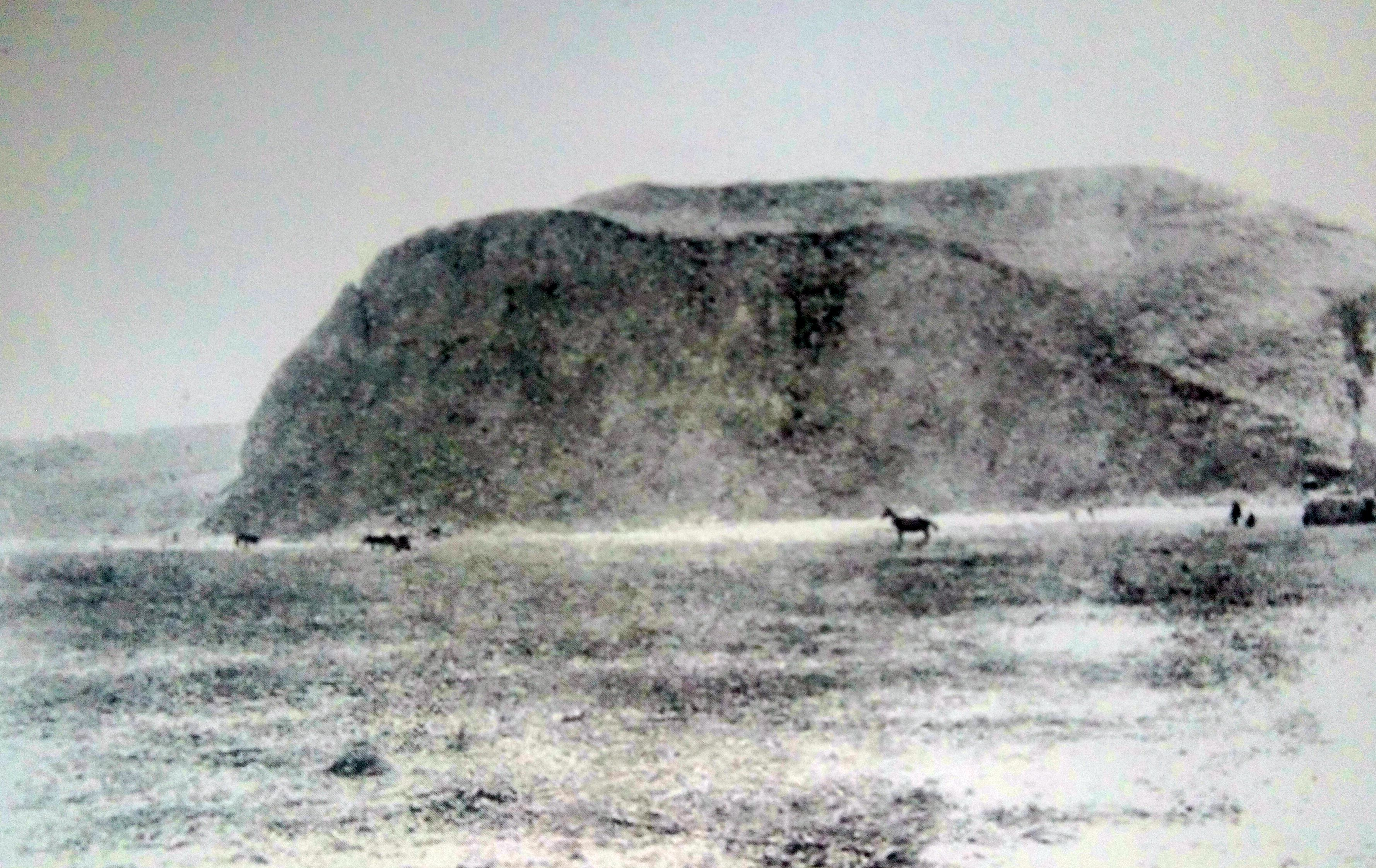
Tell-ul de la Sultana - Malu Roșu în 1920

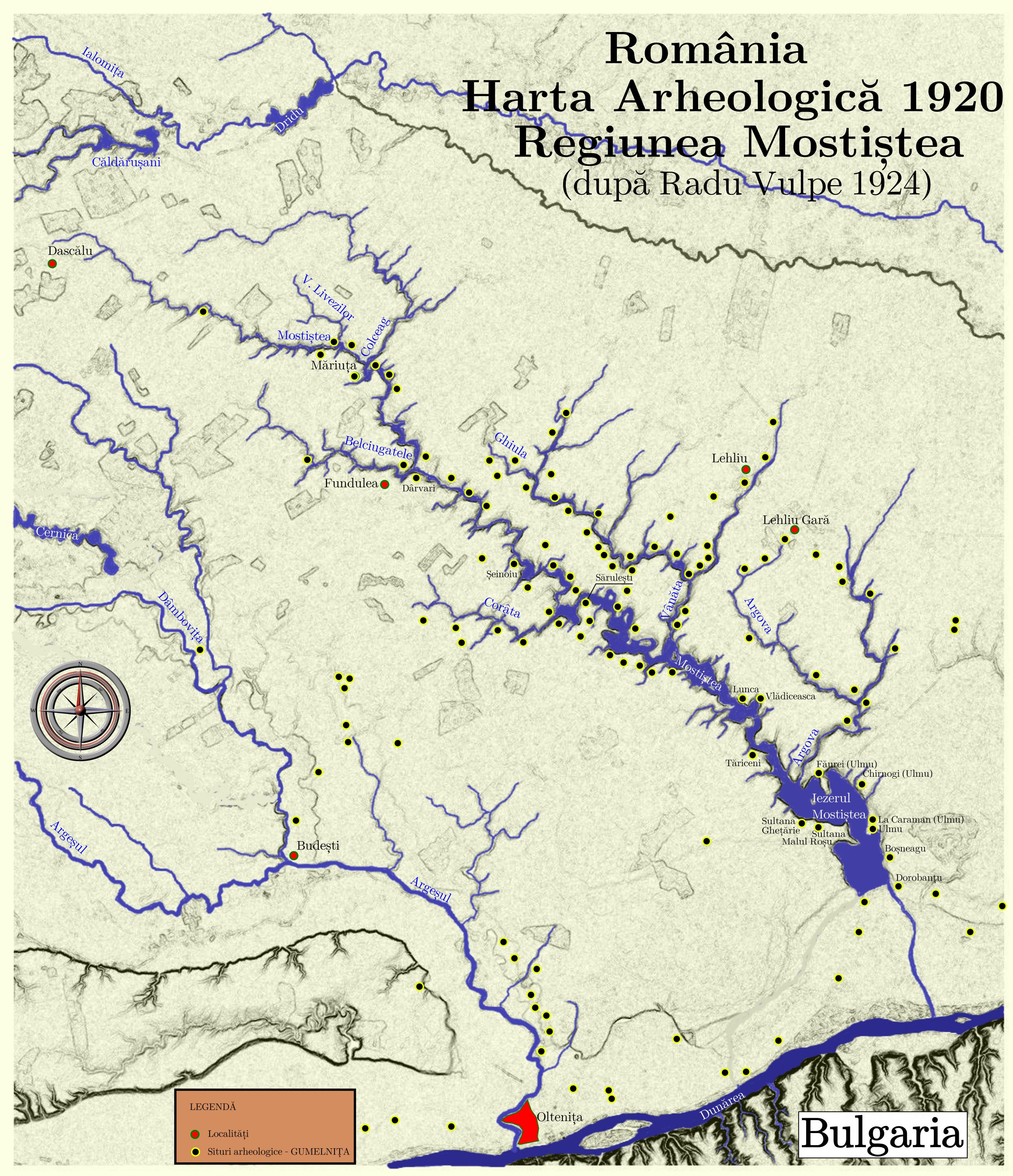
Regiunea Mostiștea -- Harta Arheologică a României din 1920 -- după Radu Vulpe (1924)

În lipsa unor izvoare documentare scrise, din cauză că perioada analizată se află în preistorie, cunoașterea vieții comunităților neo-eneolitice s-au confruntat dintotdeauna cu problemele dificile ale căutărilor arheologice. De aceea o săpătură/excavație de bună calitate se constituie a fi cea mai importantă dintre etapele cercetării arheologice. Valea râului Mostiștea a fost în prim-planul atenției arheologiei din România de la începutul secolului al XX-lea, ea făcând parte din zonele cele mai intens studiate de arheologi.
Cercetările au debutat cu investigațiile lui Vladimir Dumitrescu și Radu Vulpe și apoi cu prima cercetare științifică a lui Vladimir Dumitrescu și Ioan Andrieșescu din al doilea deceniu al secolului al XX-lea. Totul a continuat cu săpăturile aleatoare ale lui Dinu V. Rosetti și cu escapadele de colectare de materiale ale lui Barbu Ionescu. Au urmat apoi, unele cercetări făcute sporadic de muzeele din Oltenița și Călărași. Apogeul a avut loc în perioada anilor 1970 - 1989 când s-au făcut săpături de salvare arheologică derulate pe fondul unor lucrări de  îmbunătățiri funciare ale cursului râului. S-au format astfel, grupuri de arheologi care aparțineau instituțiilor de profil din România, așa cum au fost Constantin Isăcescu, Mihai Șimon, Cornel Bălcescu, Done Șerbănescu, George Trohani, etc.
După Revoluția din 1989, s-au continuat unele din săpături deja începute, așa cum au fost cele de la tell-ul de la Măriuța studiat de Mihai Șimon sau necropolele din Sultana-Valea Orbului unde a activat Done Șerbănescu. S-au reluat apoi, cercetările sistematice pentru așezările de tip tell aflate pe Mostiștea la Sultana-Malu Roșu și la Măriuța. Ele au fost coagulate în proiecte de cercetare arheologică multianuale și inter-disciplinare. La începutul mileniului al III-lea au fost reconsiderate unele proiecte mai vechi, așa cum au fost demersurile de repertoriere a siturilor neo-eneolitice de pe Mostiștea și cartarea lor.
De-a lungul anilor, așezările eneolitice de pe Valea Mostiștei au atras interesul arheologilor din București, Giurgiu, Oltenița și Călărași, fapt care a determinat o largă popularizare științifică prin numărul mare de publicații ce au fost dedicate acestora. Acest interes a adus și un dezavantaj logistic cauzat de o împrăștiere majoră a materialelor arheologice între diferitele instituții și muzeele care s-au ocupat efectiv de cercetări. Semnificativ de menționat este situația materialelor de la Sultana, care se regăsesc la Muzeul Național de Istorie a României, Institutul de Arheologie „Vasile Pârvan”, Muzeul Civilizației Gumelnița din Oltenița, Muzeul Dunării de Jos din Călărași, precum și la Muzeul Județean „Teohari Antonescu” din Giurgiu. În anul 2012 - 2013 au apărut date recente despre situl Sultana - Malu Roșu, tot 2012 informații noi despre bazinul Mostiștei, în 2013 informații noi despre tell-ul de la Vlădiceasca-Ghergălăul, în 2014 au fost publicate carnetele de șantier de la siturile Măriuța și Șeinoiu ale lui Mihai Șimon.

## Cadrul natural al Văii Mostiștea

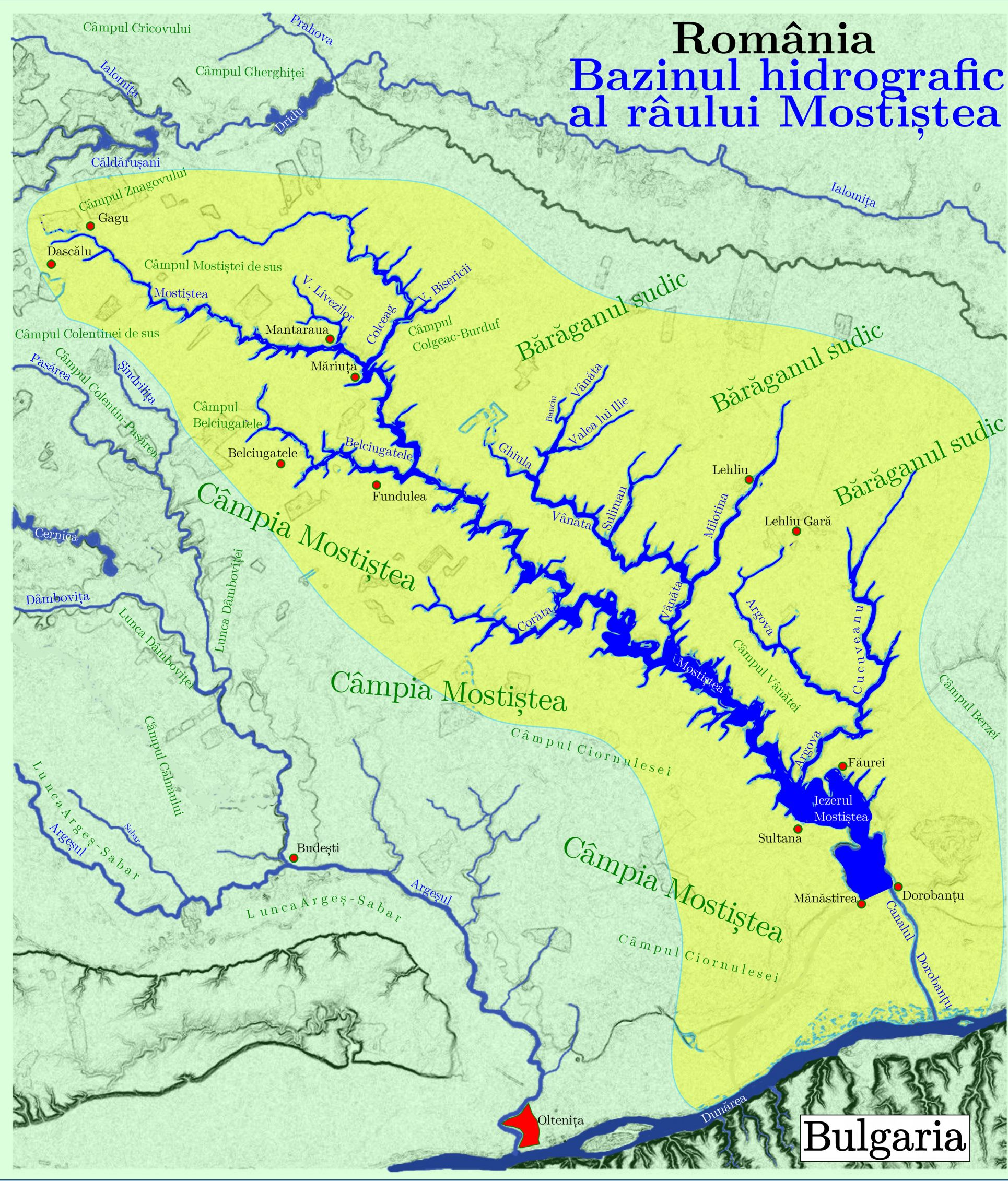
Bazinul hidrografic al Mostiștei

Bazinul hidrografic al Văii Mostiștea are o suprafață de 1734 km², ceea ce-l califică a fi cel mai mare bazin din Câmpia Română. În ziua de astăzi, cursul râului este unul lin datorită lucrărilor de amenajare hidrografică care s-au făcut și care l-au transformat într-un sistem de circa 150 de lacuri artificiale. Lungimea totală a cursului este de 92 km. Râul are de o parte și de alta a lui o serie de văi secate sau cu apă puțină denumite popular mostiști. Vintilă M. Mihăilescu a considerat că de la acestea și-ar trage numele Râul Mostiștea.
- Vezi articolul principal Râul Mostiștea.

Valea Mostiștei este încadrată în subregiunea geomorfologică Argeș - Valea Sărății - Mostiștea, care este definită ca o câmpie ce face tranziția dintre partea mai înaltă din vest și cea mai joasă din est. Această subregiune este considerată a fi o zonă de tranziție spre dealuri și cea mai întinsă câmpie de divagare. Valea se află în Câmpia Mostiștei, fiind mărginită la nord de Câmpia Vlăsiei, la est de Câmpia Bărăganului, la sud de fluviul Dunărea și la vest de Câmpia Burnazului. Zona are mai multe subdiviziuni: Câmpul Vânătei, Câmpul Belciugatele, Câmpul Mostiștei de Sus, Câmpul Cogealac-Burduf și Câmpul Ciornulesei.
După cum se știe, izvorul Mostiștei se află în localitatea Dascălul. Râul are șapte afluenți: patru pe partea stângă, râul Valea Livezilor, Colceag, Vânăta și Argova, și doi pe partea dreaptă: Belciugatele și Corâta.

## Siturile de pe valea râului Mostiștea
Datorită poziției geografice, regiunea marcată de bazinul hidrografic al râului Mostiștea, a fost din cele mai îndepărtate timpuri propice locuirii umane. Ca urmare a cercetărilor de teren care s-au efectuat în deceniul al șaptelea al secolului al XX-lea, s-au descoperit peste 130 de situri arheologice a căror datare aparține tuturor perioadelor istorice. S-a determinat astfel că, se atestă arheologic o continuitate de locuire umana care pornește din neolitic și care ajunge în contemporaneitate. Primele cercetări care s-au făcut în acestă zonă au fost demarate în anul 1923 de Radu Vulpe împreună cu Vladimir Dumitrescu, cercetători care au analizat perieghetic (  Descriere detaliată, ghid. În lumea antică, existau ghizi (periegetes) care conduceau călătorii în jurul templelor, monumentelor și orașelor. ) toată regiunea aflată între râul Mostiștea și orașul Călărași. Tot în 1923 au început săpăturile la tell-ul de la Sultana-Malul Roșu, tell care a fost studiat anterior de Ioan Andrieșescu, rezultatele cercetării sale fiind publicate în 1924.

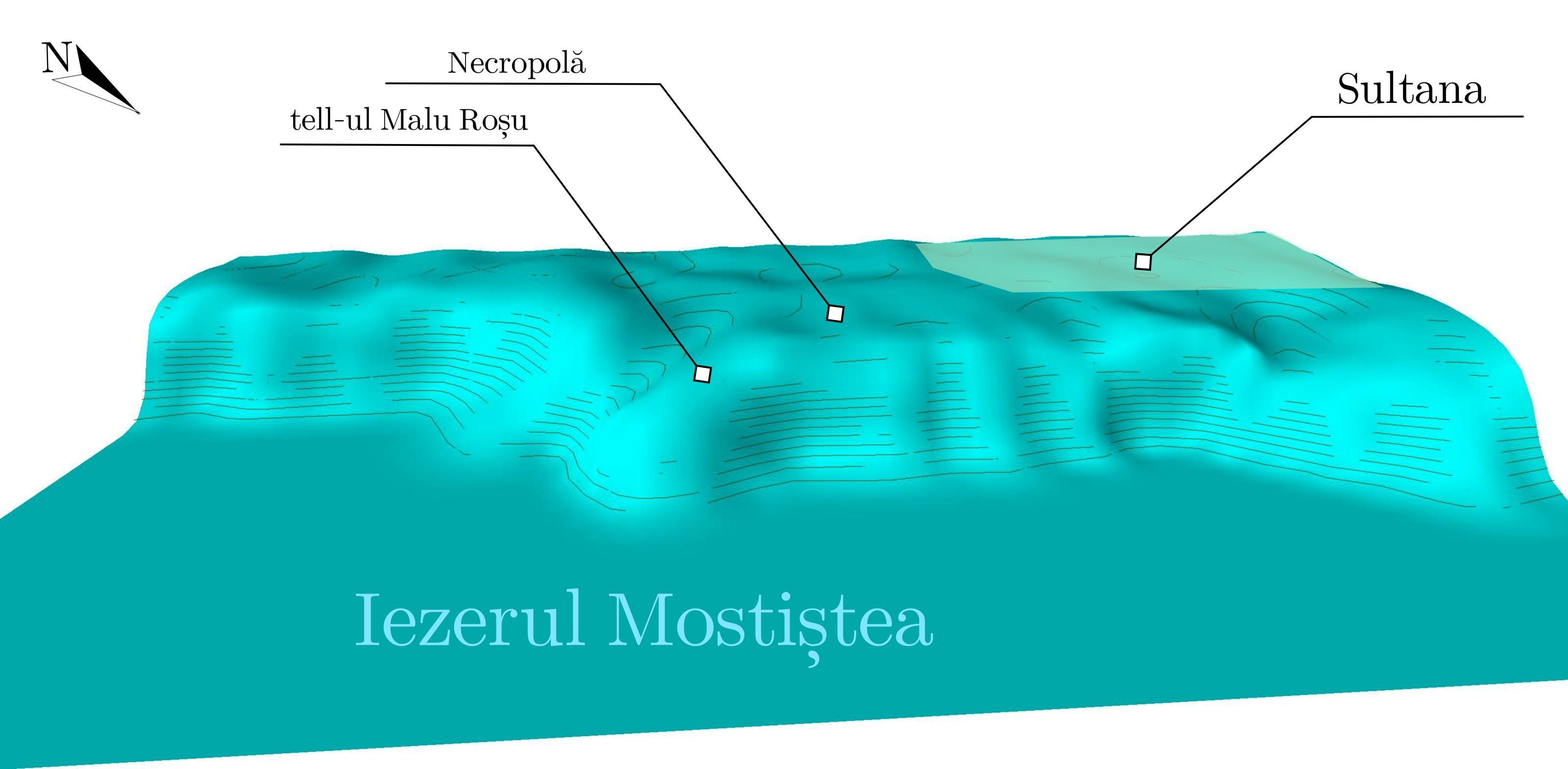
Sultana - Malu Roșu - modelare 3D

D.V. Rosetti a început, în anul 1938, mici săpături la tell-ul de la Măgureni, la punctul Pârlita sau Ghergălău, din comuna Sărulești, județul Călărași. În anul 1981 cercetările asupra sitului de la Măgureni au fost reluate de Cornel Hălcescu, însă concluziile la care a ajuns Hălcescu nu au fost publicate niciodată, ele s-au pierdut. Din informațiile răzlețe care s-au păstrat despre acest sit, sunt cele de localizare a lui pe un ostrov în mijlocul lacului și stratigrafia lui conținea un nivel gulmenițean de tip A2 și un altul catalogat fazei B1.
În anii 1972 - 1975, 1978, 1980 - 1983, s-au făcut cercetări la tell-urile de la Vlădiceasca, punctele Ghergălăul Mic și Ghergălăul Mare, din comuna Valea Argovei, județul Călărași. Rezultatele stratigrafice relevă la tell-ul de la Ghergălăul Mare o locuire din timpul Culturii Boian, faza Vidra, anterioară Culturii Gumelnița. Straturile gulmenițene se încadrează în fazele A1 și A2, respectiv B1. Locuirea ulterioară, post-gulmenițeană, este o așezare geto-dacică datată în perioada secolelor al III-lea -- I î.e.n. La Ghergălăul Mare, în anul 1973, Barbu Ionescu a efectuat săpături în zona de est al tell-ului pe circa 300 m², direct în straturile eneolitice. Cercetările lui Ionescu au fost reluate ulterior de Done Șerbănescu. Pe de altă parte, stratul de cultură Gumelnița găsit la tell-ul de la Ghergălăul Mic, studiat de Petre Roman, nu are o grosime mai mare de doi metri
Arheologul Mihai Șimon a făcut săpături între anii 1981 - 1984 la tell-ul de la Șeinoiu. Șimon a găsit aici o stratigrafie care nu este mai mare de 2.5 m și care atestă fazele A2 și B1 ale culturii Gumelnița. S-au găsit pe amândouă nivelele urme de locuințe incendiate. Rezultatele și concluziile pe care le-a tras Șimon ca urmare a săpăturilor de la Măriuța și Șeinoiu, însemnări, desene, rapoarte de săpătură, aflate la Arhiva Institutului de Arheologie „Vasile Pârvan” din București, au fost publicate cu ajutorul lui Mihai Ștefan Florea și Cristian Eduard Ștefan în anul 2014. Contribuția lui Șimon a fost valoroasă pentru că a adus noi informații despre complexele de locuire, despre stratigrafia siturilor, precum și despre materialele găsite în cele două tell-uri de pe Valea Mostiștei.
În comuna Sărulești s-a executat în anul 1982 un sondaj în cadrul șantierului arhelogic „Valea Mostiștei”, unde s-a descoperit fragmente ceramice din faza A2 Gumelnița la o adâncime de -0.60 / - 0.80 m. Fragmentele au fost asociate unor fragmente de chirpici și a unei vetre.În 1984 s-a organizat o expediție de salvare a tell-ului de la Măriuța, de la punctul La Movilă, comuna Belciugatele, județul Călărași. Totul a fost coordonat de Mihai Șimon, care a reluat ulterior săpăturile în anul 1991. Șimon a evidențiat în stratigrafia sitului două niveluri care au aparținut fazei B1 Gumelnița. Un colectiv care aparținea Muzeului Dunării de Jos din Călărași a reluat săpăturile la Măriuța în anul 2000. Toate lucrările s-au concentrat pe zona neafectată a tell-ului, pe o suprafață de circa 144 m² care a fost împărțită în sectoare de 6 x 6 m. S-a descoperit astfel, un nivel de locuințe neincendiate ce nu au fost găsite anterior de Șimon. De-a lungul a mai multor campanii s-au relevat resturile  a două locuințe neincendiate la situl din Măriuța. În anul 2004 s-a descoperit necropola așezării și s-au identificat nouă morminte de înhumație, șapte aparținând de cultura Gumelnița.

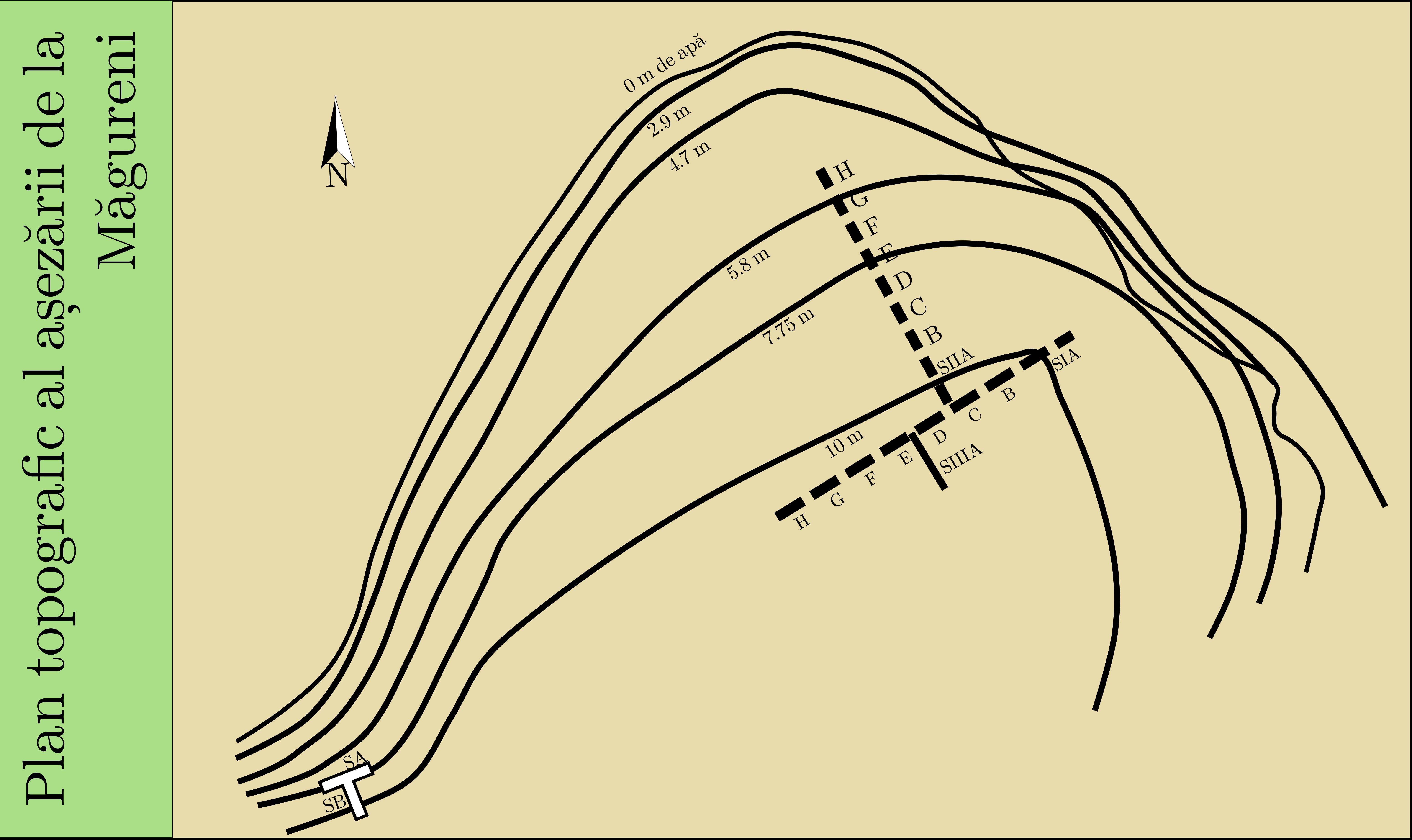
tell-ul de la Măgureni
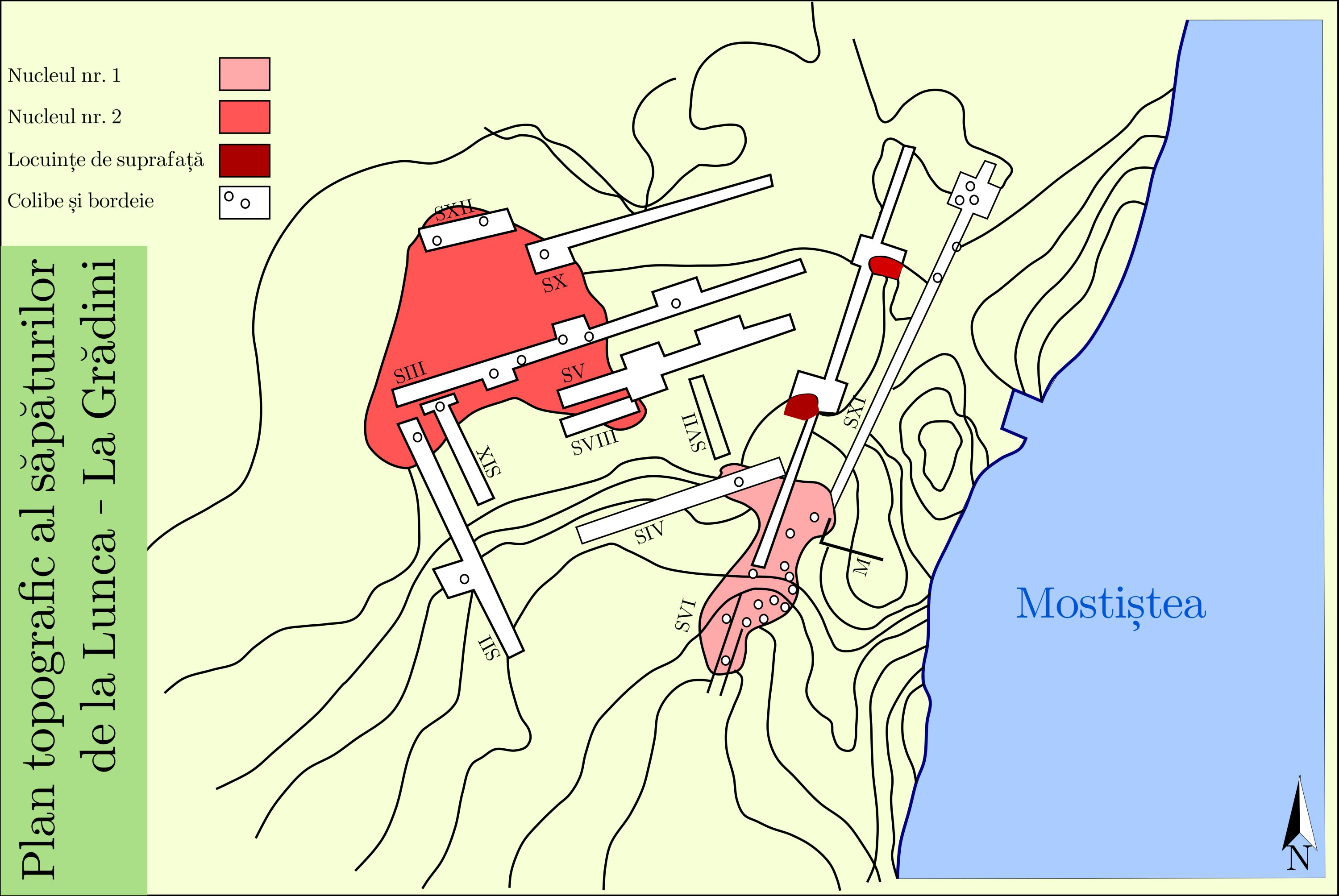
tell-ul de la  Lunca - La Grădini
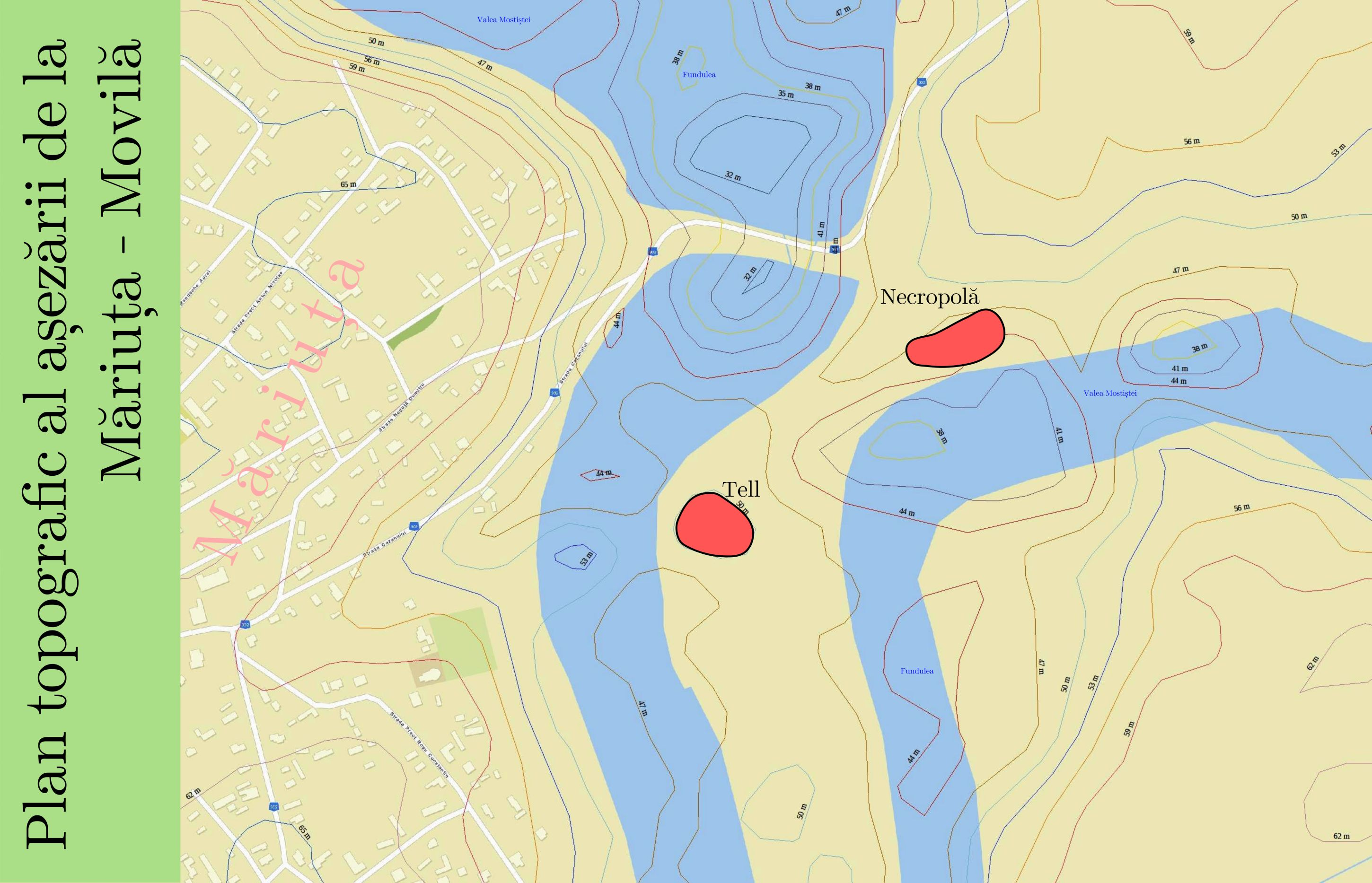
tell-ul de la  Măriuța - Movilă
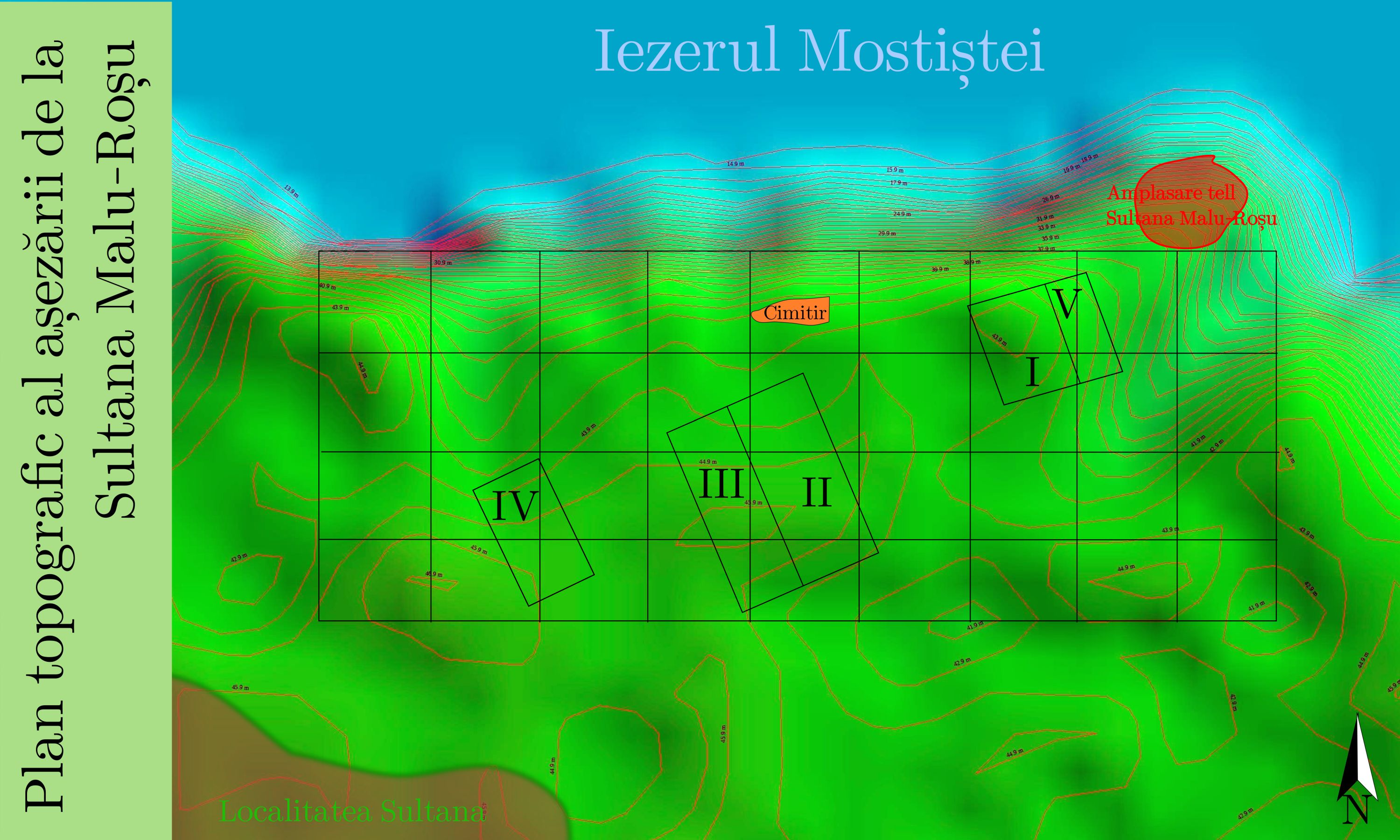
tell-ul de la  Sultana - Malu Roșu
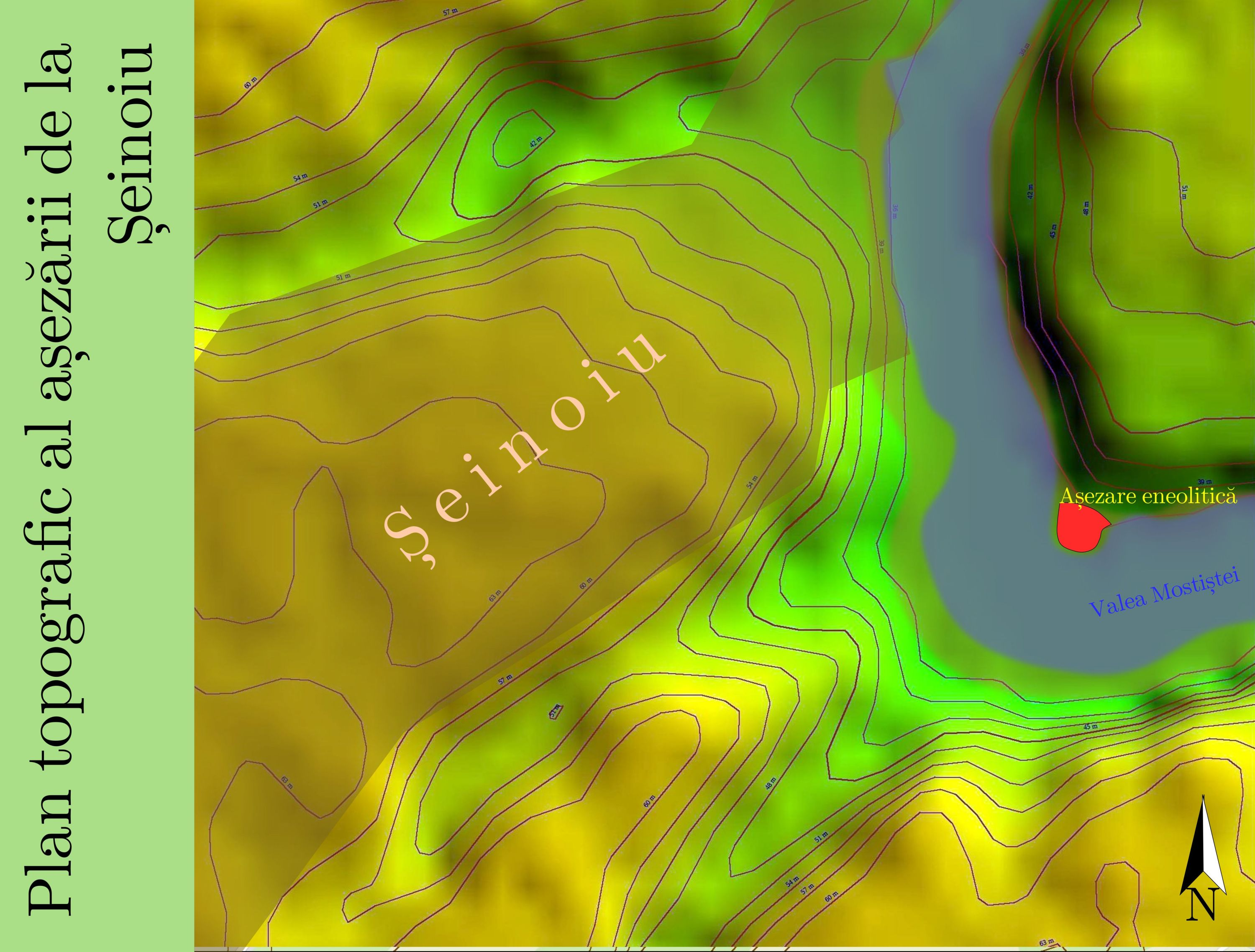
tell-ul de la  Șeinoiu

În anul 2012 a avut loc o campanie de săpături la așezarea Boian de la Sultana-Ghețărie/Rățărie. Au fost trasate atunci, patru suprafețe pentru a se putea verifica informațiile existente despre sit. S-au descoperit astfel, trei morminte de înhumație, unul Gumelnița, restul cu o datare post-neolitice. În 2014 s-a descoperit la Sultana o necropolă eneolitică, cu trei morminte de înhumație, numită Sultana-Școala Veche.
Urme ale locuirilor gulmenițene au fost mereu menționate  pe întreaga zonă a bazinului hidrografic al Mostiștei. Interesul arheologic pentru această regiune a rămas nealterat, pentru că în perioada 2006 - 2008 s-a înființat un proiect european gestionat de cIMeC ( European Lanscape Past, Present and Future - Culture 2006 ). În cadrul acestuia bazinul Mostiștei a fost supus unui studiu perieghetic care a avut un bogat suport logistic modern - GPS și fotografii aeriene. Dacă în 1970 erau cartografiate circa 130 de situri în această zonă, ca urmare al proiectului european s-a ajuns la 333 de situri în 2014. Creșterea se datorează și faptului că de această dată s-a acordat o atenție deosebită și zonelor afluente Mostiștei, unde s-au identificat 203 puncte de interes. Din păcate, toate punctele de interes nou descoperite fac parte din hinterlandul marilor așezări de tip tell, ele fiind amintite la unele materiale arheologice existente fără a avea o evidență rezultată ca urmare a unor săpături arheologice.
În deceniul al doilea al secolului al XXI-lea, studiile care se efectueză pe Valea Mostiștei nu au fost limitate de cercetări doar de tip perieghetic sau arheologic.  Exista și alte direcții de cercetare prin care se urmărește evoluția trecutului acestei zone, nu numai din perspectiva locuirii umane. Din anul 2012 s-au făcut studii cu ocazia campaniei de la Sultana-Pupăza-Frăsinet. Aici s-au făcut carotaje sedimentologice și palinologice care urmăreau analiza paleoecologică în vederea reconstituirii vegeteției specifice din perioada eneolitică, totul ducând la o înțelegere mai aprofundată a evoluției râului Mostiștea.

Siturile arheologice de pe Valea Mostiștei -- Boian, Gumelnița, Hallstatt, Cernavodă, La Tène, Sântana de Mureș, Dridu etc.
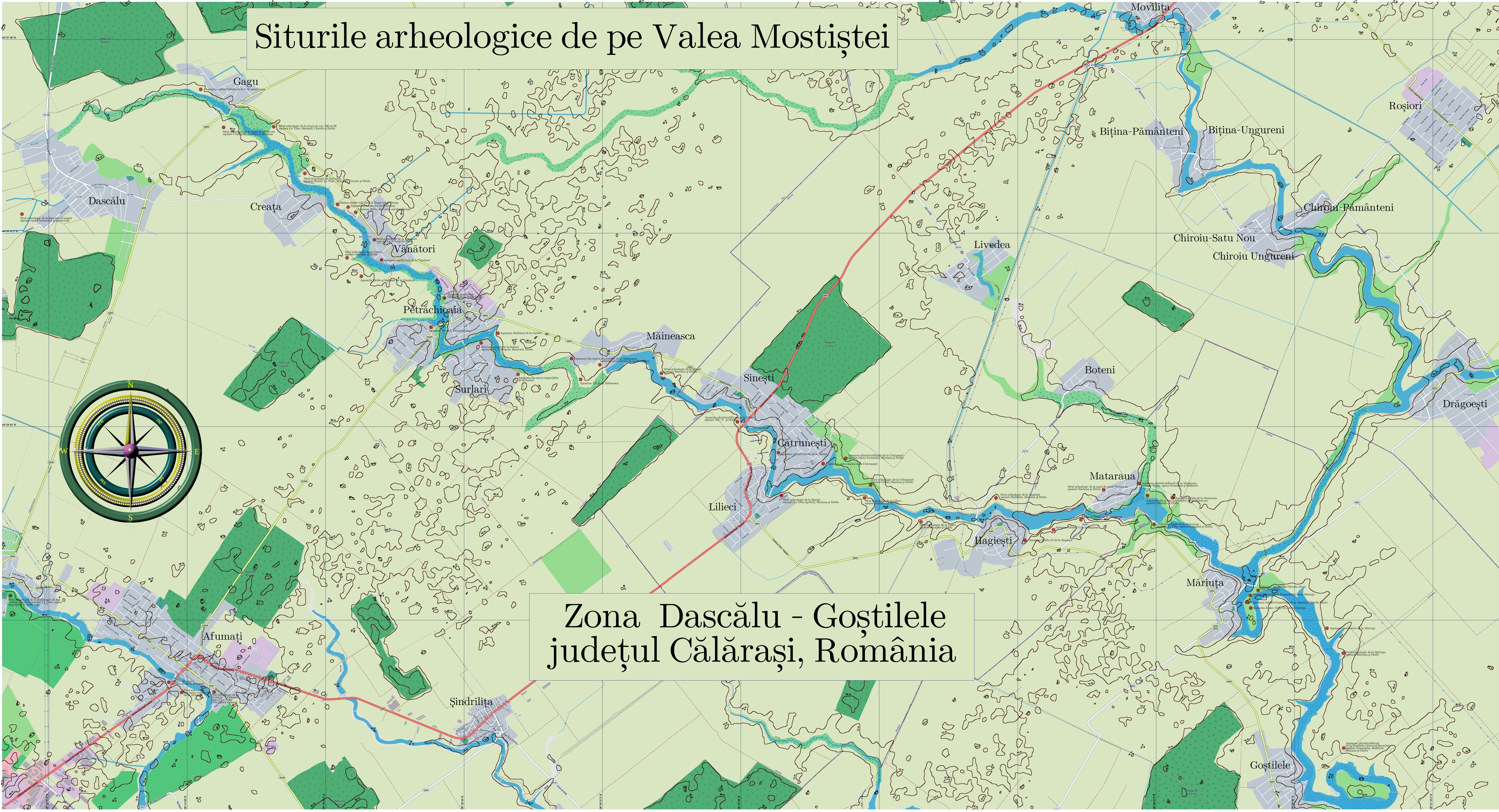
... zona Dascălu - Gostilele
... zona Cojești/Gostilele - Gurbănești
... zona Gurbănești-Valea Argovei-Frăsinet
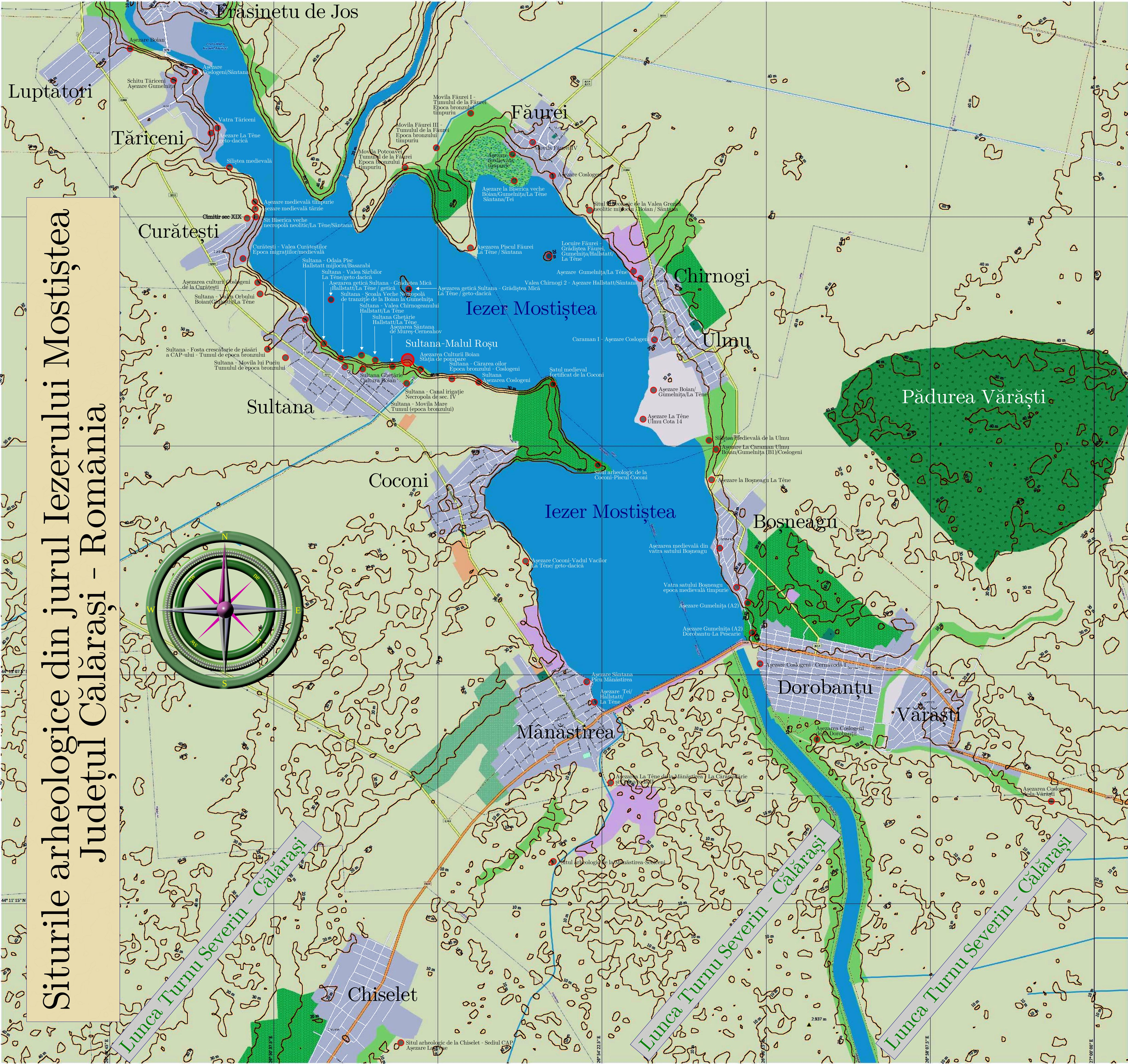
... din jurul Iezerului Mostiștea

## Așezările de tip tell de pe valea râului Mostiștea
„... În regiunea Mostiștei așezările umane se înșiră, de obicei, de-a lungul văilor pe povârniș, în așa fel încât începând de la Tămădău și chiar mai de sus, ele abia pot fi ghicite după coroanele copacilor ce răsar la orizont când vii dinspre București ori Bărăgan. Înșirarea caselor pe povârniș amintește risipirea celor de pe malul Nistrului sau rânduirea în amfiteatru a aglomerărilor omenești din podgorii. Acest caracter de amfiteatru înverzit se accentuează în josul Mostiștei. E tipică astfel așezarea Obileștilor, Tăricenilor, Odăii Vladichii, a căror prezență nici nu se bănuiește de pe câmpul înalt.”
----- Vintilă Mihăilescu -- Vlăsia și Mostiștea, Evoluția geografică a două regiuni din Câmpia Română, Buletinul Societății Române de Geografie, Anul XL III, 1924, Atelierele Grafice SOCEC & Co., Societate Anonimă, București, 1925.
Observațiile pe care le-a făcut Vintilă Mihăilescu în al doilea deceniu al secolului al XX-lea sunt valabile și după o sută de ani. Vechile așezări, chiar dacă sunt tell-uri, sunt foarte bine camuflate în peisajul tipic de câmpie, însă ele nu scapă unui ochi avizat. Școala românească de arheologie a definit termenul de eneolitic ca un interval de timp cuprins între anii 5.000 - 3.900 î.e.n. Anterior acestei definiri, în literatura de specialitate din România se folosea termenul de neolitic final sau neolitic târziu. În străinătate se folosea noțiunea de Chalcolithic sau Epoca cuprului ( Copper age ). Caracteristicile epocii eneolitice sunt definite de folosirea de către om a primelor obiecte făcute din metal, epoca fiind cea în care s-a început prelucrarea locală a acestor materii prime. Paralel, omul a făcut progrese în șlefuirea pietrei, precum și în folosirea și prelucrarea altor tipuri de materii prime. În această epocă a luat amploare evoluția așezărilor umane și modul de organizare a spațiului pe care îl destinau locuirii.
Obiectivele atribuite Culturii Gumelnița de pe Valea Mostiștei pot fi categorizate în așezări de tip tell, așezări deschise, necropole și puncte cu semnalări de material arheologic. Astfel, există așezări atestate de-a lungul văii de la sud la nord, după cum urmează: Sultana-Malu Roșu, Vlădiceasca II ( Ghergălăul Mic ), Vlădiceasca I ( Ghergălăul Mare ), Măgureni, Șeinoiu și Măriuța-La Movilă.
| Cod LMI                         | Denumire                                                          | Localitate                                        | Localizare | Datare, Creatori             | Imagine               | Erori             |
| ------------------------------- | ----------------------------------------------------------------- | ------------------------------------------------- | --- | ---------------------------- | --------------------- | ----------------- |
| (RAN: 104216.03 Fișă cimec)     | Așezare și necropolă la Situl arheologic de la Sultana-Malul Roșu | sat Sultana-Malu Roșu; comuna Mânăstirea          | Situl se află la 300 m nord-est de sat, pe malul de sud al lacului Mostiștea. 44.26133°N 26.86968°E                                             | Neolitic, cultura Gumelnița  | Încarcă foto \| video | Raportează eroare |
| CL-I-s-B-14528 (RAN: 94143.01)  | Așezare                                                           | sat Alexandru Odobescu; comuna Alexandru Odobescu | „Ostrovul Barza”, insulă inundabilă în partea de nord a satului Alexandru Odobescu, pe malul stâng al lacului Gălățui                           | Eneolitic, Cultura Gumelnița | Încarcă foto \| video | Raportează eroare |
| CL-I-s-B-14581 (RAN: 105516.01) | Așezare tip tell                                                  | sat Șeinoiu; comuna Tămădău Mare                  | „Movila din cimitir”, pe malul stâng al Mostiștei, vizavi de satul Șeinoiu, în vechiul cimitir 44.43945°N 26.58389°E                            | Eneolitic, cultura Gumelnița | Încarcă foto \| video | Raportează eroare |
| CL-I-m-B-14590.03               | Așezare                                                           | sat Vărăști; comuna Dorobanțu                     | „Grindul Grădiștea Ulmilor”, la marginea de sud-est a satului Vărăști, în mijlocul fostului lac Boian, la 3 km sud de șoseaua Oltenița-Călărași | Eneolitic, cultura Gumelnița | Încarcă foto \| video | Raportează eroare |
| CL-I-m-B-14590.04               | Necropolă                                                         | sat Vărăști; comuna Dorobanțu                     | „Grindul Grădiștea Ulmilor”, la marginea de sud-est a satului Vărăști, în mijlocul fostului lac Boian, la 3 km sud de șoseaua Oltenița-Călărași | Eneolitic, cultura Gumelnița | Încarcă foto \| video | Raportează eroare |
| CL-I-m-B-14591.02               | Așezare tip tell                                                  | sat Vlădiceasca; comuna Valea Argovei             | „Gherghelăul Mic”, la sud-vest de sat, ostroave inundate, în mijlocul lacului Frăsinet.                                                         | Eneolitic, cultura Gumelnița | Încarcă foto \| video | Raportează eroare |
| CL-I-m-B-14592.02               | Așezare tip tell                                                  | sat Vlădiceasca; comuna Valea Argovei             | „Gherghelăul Mare”, la sud-vest de sat, ostroave inundate, în mijlocul lacului Frăsinet                                                         | Eneolitic, Cultura Gumelnița | Încarcă foto \| video | Raportează eroare |